# Spathula alba
Spathula alba és una espècie de triclàdide dugèsid que habita l'aigua dolça de Nova Zelanda.